# Raimund Berger
Raimund Berger (* 31. März 1917 in Hall in Tirol; † 21. Jänner 1954 in Innsbruck) war ein österreichischer Schriftsteller.

## Leben
Berger galt als einer der begabtesten Dramatiker der jüngeren Generation nach dem Zweiten Weltkrieg. Ein Unfall im Jahr 1932 wurde prägend für sein weiteres Leben, da er fortan unter ständiger ärztlicher Behandlung stand. Es folgten zahlreiche Krankenhausaufenthalte, in denen Berger begann, Dramen zu schreiben. Entdeckt und gefördert wurde er von Hans Pacher, der mit Traute Foresti das Ring-Studio in Innsbruck leitete. Für ihn gründeten sie einen Bühnenverlag, in dem viele seiner Stücke gedruckt wurden, und inszenierten 1949 die lyrische Szenenfolge Papierblumenfrühling. 1951 erhielt die Uraufführung seines Stückes Zeitgenossen in Graz den Staatspreis für Theaterdirektoren. Hans Weigel, der Berger an seinen Stammtisch ins Cafe Raimund holte, machte noch zu Lebzeiten Bergers nachdrücklich auf dessen Stücke aufmerksam. 1952 arbeitete Raimund Berger als Hörspiellektor für den Landessender Tirol und heiratete im selben Jahr. Für das Stück Die Ballade vom nackten Mann erhielt er im Rahmen des Wettbewerbs für junge Autoren den 2. Preis.
Raimund Berger starb am 21. Jänner 1954 in Innsbruck. Die Grabrede hielt Ludwig von Ficker.

## Werke
- Papierblumenfrühling. Regie: Traute Foresti. UA: Ringstudio. 1949
- Der verwundete Engel (Mogens). UA: Tiroler Landestheater. 1951
- Die Ballade vom nackten Mann. UA: Theater der Stadt Bonn. 1953
- Das Reich der Melonen. UA: Kleine Bühne des Tiroler Landestheaters. 1955
- Haben Sie Herrn Ellert gesehen? UA: Kaleidoskop. 1957

## Hörspiele
- Papierblumenfrühling. Regie: Traute Foresti. Sendergruppe RotWeißRot West [mit Axel Corti u. a.]. 1952
- Die Ballade vom nackten Mann. Regie: Walter Davy. Sendergruppe RotWeißRot. [Otto Schenk in der Rolle des Mik Mann]. 1952
- Haben Sie Herrn Ellert gesehen?. Sendergruppe RotWeißRot West [mit Hermann Brix u. a.]. 1954